# Gorle Greiz

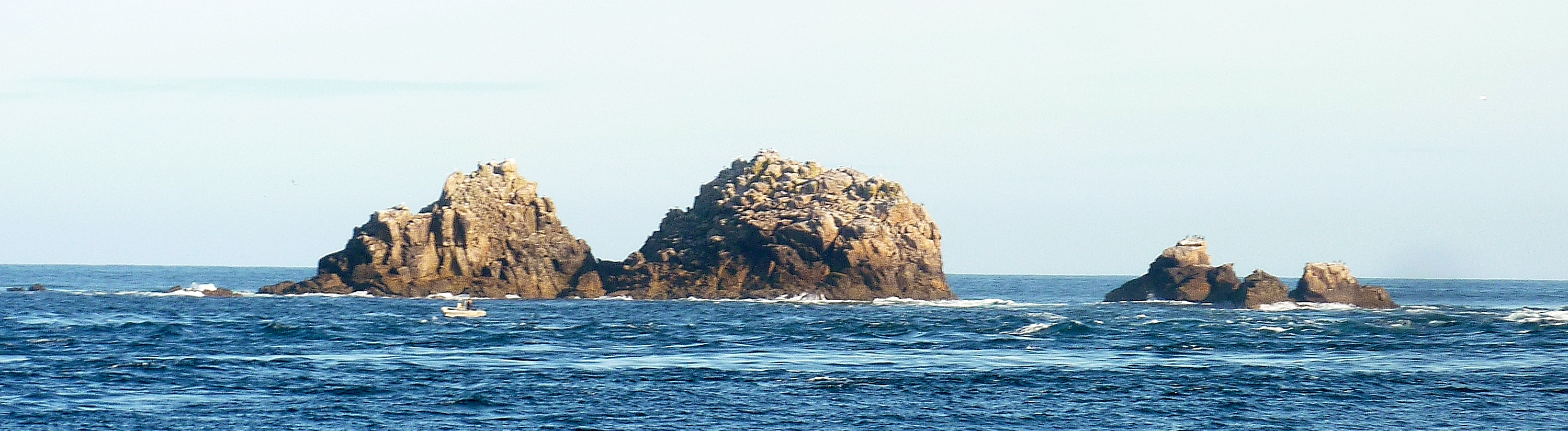
Gorle Greiz, 2015

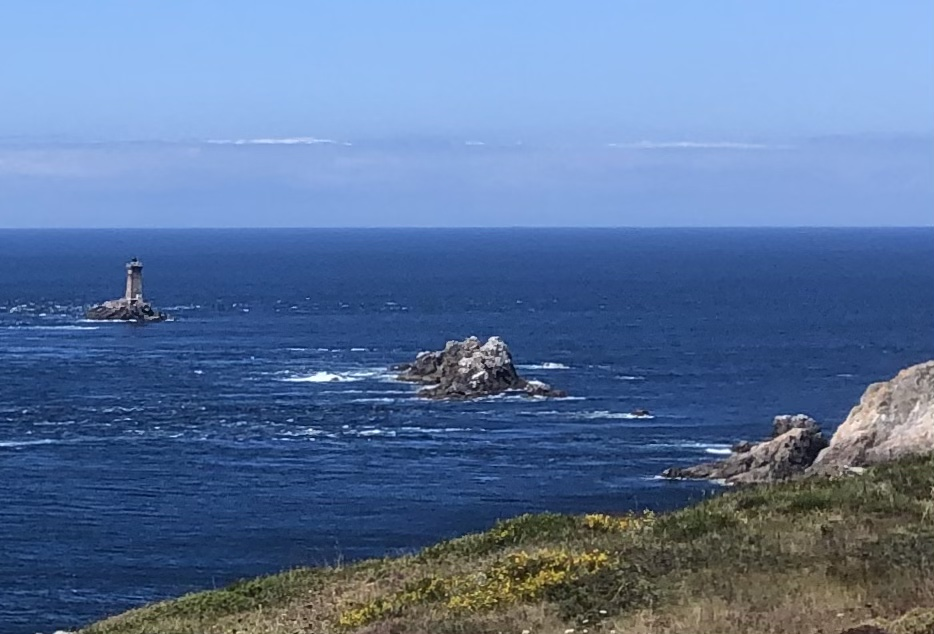
Blick von Südosten, 2022

Gorle Greiz ist eine unbewohnte Insel an der Küste der Bretagne in Frankreich.
Die Insel befindet sich unmittelbar am Kap Pointe du Raz und liegt etwa 350 Meter westlich vor dem Kap in der Keltischen See. Etwa 700 Meter weiter westlich im Meer steht der Phare de la Vieille. Die felsige zerklüftete Insel ist weitgehend frei von Bewuchs und erstreckt sich in West-Ost-Richtung über etwa 300 Meter bei einer Breite von ungefähr 100 Metern.